# Anna Bayerová
Anna Bayerová (ur. 1853, zm. 1924) – druga dyplomowana czeska lekarka w historii.

## Życiorys
Bayerová urodziła się w okolicach Mielnika w 1853 roku jako najmłodsze dziecko Marii i Józefa. Uczęszczała do szkoły w Mielniku do 1868 roku, gdy przeniosła się do Pragi. Tam spotkała feministyczne pisarki Eliškę Krásnohorską i Sofie Podlipską i podeszła do egzaminów gimnazjalnych, choć do gimnazjum mogli uczęszczać wyłącznie mężczyźni. W 1875 roku przeprowadziła się do Zurychu i zaczęła studiować na tamtejszym uniwersytecie. Z powodu problemów finansowych musiała opuścić uczelnię w 1878 roku. Ostatecznie, po zgromadzeniu pieniędzy niezbędnych na dokończenie nauki i powrocie na uniwersytet, Anna Bayerová w 1881 roku została drugą dyplomowaną czeską lekarką.